# Krukhuisboerderij

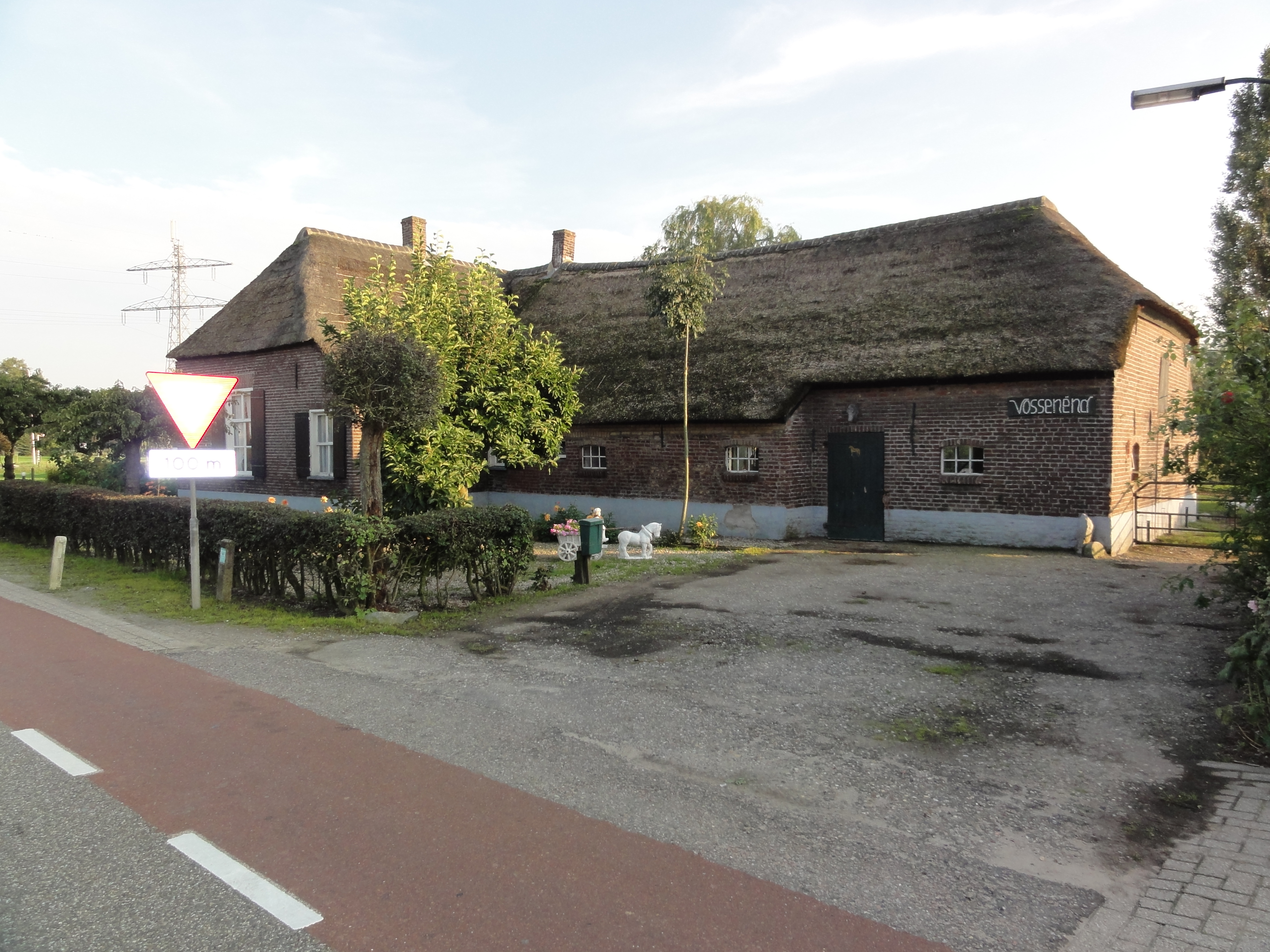
Krukboerderij in Heumen

Een krukhuisboerderij of krukboerderij is een boerderij met een dwars geplaatst voorhuis. Vaak is dit voorhuis, het woongedeelte van een boerderij, bij een krukhuisboerderij van een verdieping voorzien. Voor de bedrijfsvoering is een krukhuis niet nodig, het is veelal een teken van welstand. Een krukhuisboerderij heeft de vorm van een liggende L. Een variant is het T-huis, wat de vorm van een liggende T heeft.
Krukboerderijen vindt men veel in de Betuwe, maar ook daarbuiten komt dit type vaak voor.